# Romano di Condat
Romano di Condat (Izernore, 390 – Saint-Claude, 28 febbraio 463) è stato un monaco ed abate, venerato come santo dalla Chiesa cattolica, fondò assieme al fratello san Lupicino il monastero di Condat, quello di Lauconne, quello femminile di La Balme e quello di Romainmôtier. La sua vita si ispirò a quella dei Padri del deserto della Tebaide.

## Agiografia

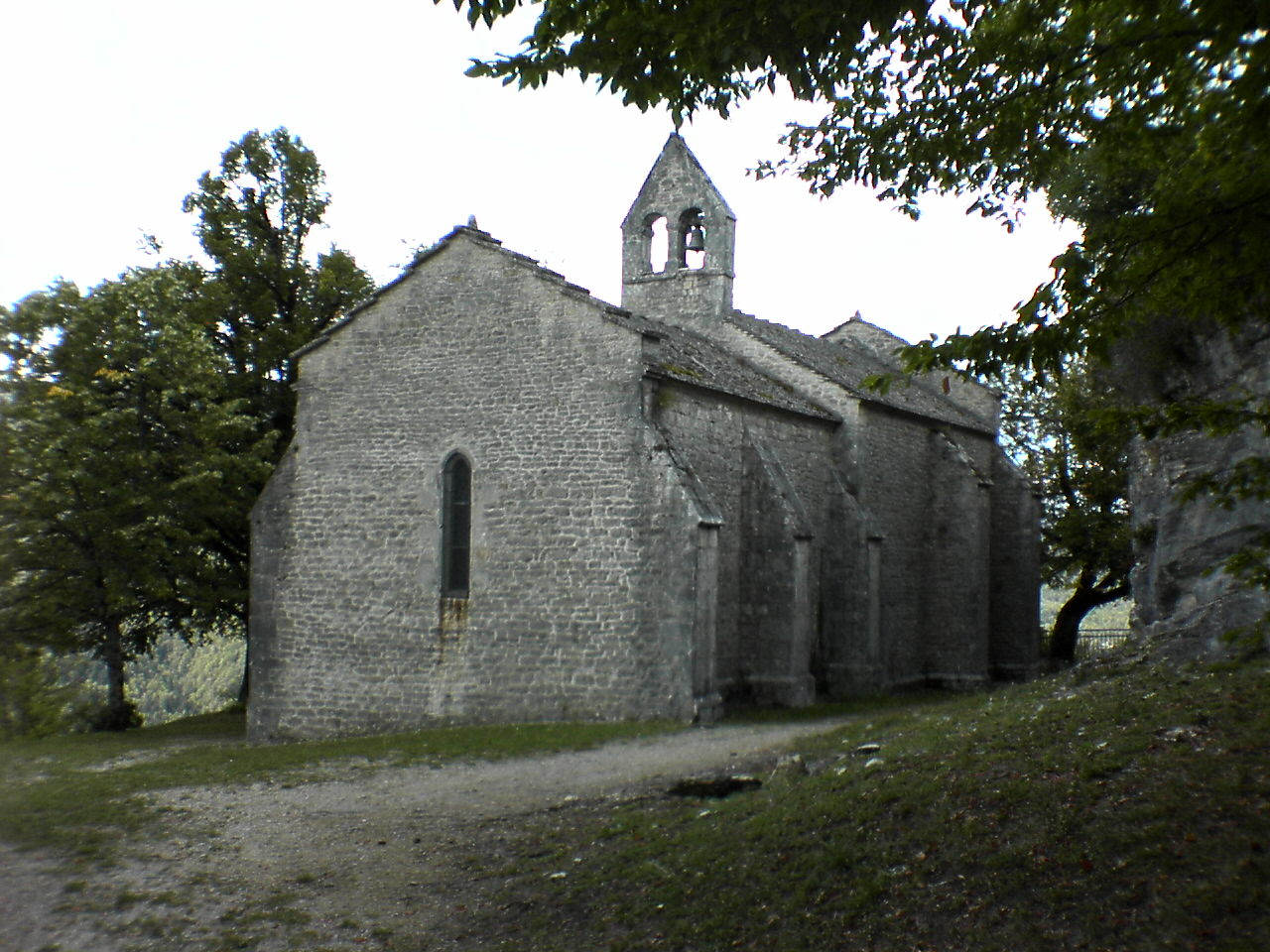
Chiesa del monastero di san Romano di Condat

Romano e il fratello Lupicino nacquero a Izernore, nel territorio dei Sequani, oggi dipartimento dell'Ain, nell'attuale diocesi di Belley-Ars. I genitori lo mandarono a studiare nel monastero d'Ainay a Lione, costruito nel punto di confluenza della Saona nel Rodano, dove fu allievo dell'abate Sabino che gli donò una Vita dei Padri del deserto e le Istituzioni di Cassiano. Presto desiderò vivere una vita da eremita, per poter realizzare meglio il suo ideale ascetico. All'età di 35 anni si ritirò quindi nelle foreste del Massiccio del Giura, in un luogo chiamato Condat, alla confluenza del fiume Tacon nel Bienne. Visse da eremita, imitando i Padri del deserto della Tebaide. Aveva trovato riparo sotto un gran pino solitario, le cui fronde lo proteggevano dalle intemperie, nutrendosi di frutti selvatici e dissetandosi ad una fresca sorgente vicina. Si era portato anche una vanga e delle sementi, che seminò ottenendo dei buoni raccolti, con i quali si sfamò. Dopo qualche anno lo raggiunse il fratello Lupicino, che era rimasto vedovo. Insieme vissero da eremiti ancora qualche anno fra digiuni e penitenze.
Gli inizi furono difficili, soprattutto per il clima freddo e umido del luogo, mentre quello del deserto della Tebaide dove si erano appartati i "Padri del deserto" era caldo e asciutto. Romano e Lupicino, scoraggiati per la fatica, decisero di abbandonare Condat. Dopo un giorno di cammino si fermarono presso un casale e chiesero ospitalità a una donna, ma questa li incoraggiò a tornare indietro, sostenendo che non dovevano lasciare campo libero a Satana che li aveva voluti cacciare via dal loro romitaggio.
Dopo qualche anno, attratti dalla fama di santità che i pochi abitanti dei dintorni avevano propagato, accorsero altri giovani desiderosi di imitarli. Romano allora per ospitarli, nel 445 costruì il monastero di Condat e Lupicino, poco distante, quello di Lauconne. I due fratelli avevano caratteri completamente diversi, Romano era più bonario e mite, mentre Lupicino era più austero e severo. Si alternavano spesso alla direzione dei due monasteri: quando la severità di Lupicino scoraggiava i suoi monaci, interveniva Romano per incoraggiarli con la sua dolcezza.
Nei due monasteri vigeva una regola disposta da Romano e derivante da quella di san Basilio, di san Pacomio e da quelle vigenti nel monastero di Lerino di sant'Onorato di Arles. Tutta la comunità si asteneva dal mangiare carne, in rare occasioni si alimentavano di latte e uova, si vestivano con pelli di animali e calzavano zoccoli.
Quando li raggiunse anche la loro sorella Iola (o Yole), essi fondarono per lei il monastero femminile di La Balme (o La Baume), su una roccia a strapiombo sulla riva destra del fiume Bienne, che presto fu popolato da più di cento monache. Questo monastero in seguito fu chiamato Saint Romain de Roche.

Nel 444 il vescovo d'Arles sant'Ilario, trovandosi a Besançon per deporre il vescovo Celidonio, ebbe notizia delle opere di Romano, lo volle convocare a Besançon, e per dargli più autorità ed un riconoscimento ufficiale, lo ordinò sacerdote, ma quest'onore non cambiò affatto il comportamento del santo che continuò a restare ancora più umile e gentile con i suoi confratelli.

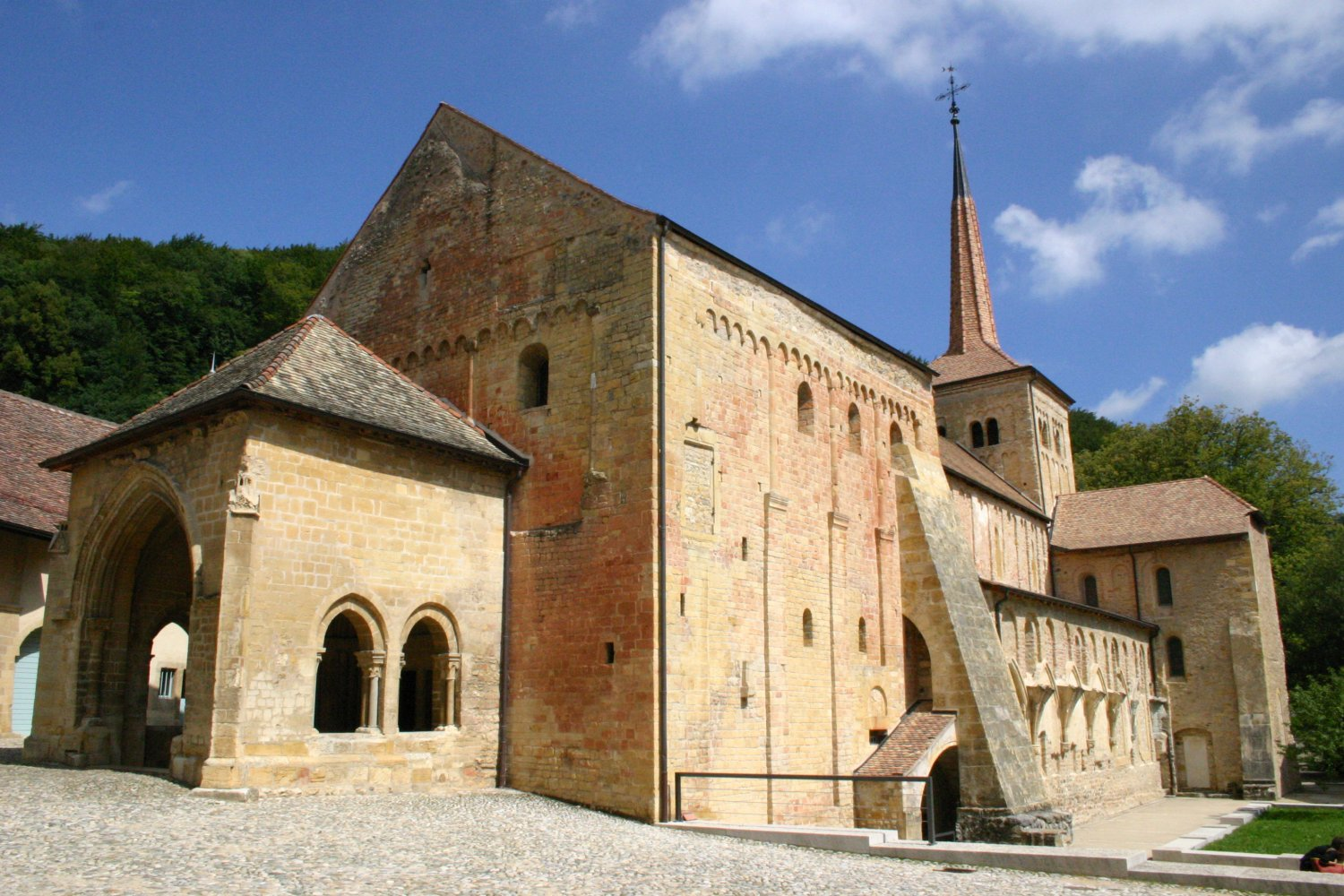
Monastero di Romainmôtier

Nel 450, Romano fondò sul versante orientale del Giura il primo monastero dell'odierna Svizzera, che prese poi il nome di Romainmôtier, fra Orbe e Vallorbe, nel cantone di Vaud, che fu attivo fino al 1536, quando in seguito alla riforma protestante venne secolarizzato.
Si racconta che andando in pellegrinaggio sulla tomba di san Maurizio a Saint Maurice-en-Valais,  Romano fu sorpreso dalla notte nei pressi di Ginevra, chiese allora ospitalità a due lebbrosi che vivevano in una capanna e che volevano respingerlo per non contagiarlo, ma lui non si spaventò della malattia e volle dormire sotto il loro tetto. Al mattino i due lebbrosi si accorsero di essere guariti e si recarono a Ginevra a rivelare la loro guarigione. I ginevrini, che li conoscevano bene, andarono a ricercare Romano e gli fecero gran festa. Romano un po' confuso delle loro attenzioni colse l'occasione per invitarli a convertirsi e a fare penitenza.
Poco dopo il suo ritorno a Condat, attorno al 460 Romano morì.

## Culto
Il Martirologio romano fissa la memoria liturgica il 28 febbraio.
Come lui stesso aveva disposto, fu seppellito nel convento di La Balme. Le sue reliquie furono subito oggetto di grande venerazione. Nel VII secolo furono traslate nella chiesa dell'abbazia di Condat (che nel frattempo era stata intitolata a sant'Eugendus). Nel 1522 un incendio distrusse la chiesa e le reliquie di Romano e di Lupicino. I pochi resti sopravvissuti furono conservati nella chiesa di Saint-Romain-de-Roche costruita nel XVI secolo che ha rimpiazzato il monastero di la Balme. Essi sono chiusi in un reliquiario del XIII secolo a forma di mausoleo.
Il convento di La Balme non durò a lungo, perché dopo la morte di Romano e della sorella, le monache si dispersero. Vi restò solo la sede di un priorato che dipendeva dal convento di Condat. Il sito di La Balme fu poi chiamato Saint Roman de Roche perché vi era stato seppellito il santo. L'abbazia di Condat prese poi il nome di Saint Oyend (sant'Eugendus) dal nome del quarto abate, finché nel XIII secolo non prese il nome di Saint Claude in onore di Claudio di Besançon, già vescovo di Besançon e poi dodicesimo abate dell'abbazia, quando il culto di quel santo si affermò. Quando però con l'apertura di una grande strada di comunicazione che attraversava la zona e con le frequenti visite dei fedeli alla fonte di san Romano, perse le caratteristiche di romitorio isolato, i monaci abbandonarono la severa regola benedettina e nel 1742 si secolarizzarono diventando canonici della cattedrale di Saint-Claude, quando nel 1742 papa Benedetto XIV vi istituì la diocesi di Saint-Claude.
Nelle raffigurazioni religiose san Romano e san Lupicino vengono rappresentati in ginocchio che pregano, mentre il demonio fa piovere su di essi una pioggia di ciottoli, oppure mentre ripartono dal casale in cui si erano fermati, o ancora vestiti da abati con una croce o una piccola chiesa in mano, mentre lavano i piedi ai pellegrini o ai malati. In altre rappresentazioni, infine, sono intenti a lavorare nei campi.
- A Saint Claude si svolge una processione molto seguita in onore di san Romano e di san Lupicino il lunedì di Pentecoste.
- Ogni anno, durante il festival musicale dell'Alto-Giura, nella cappella di san Romano situata nella cittadina di Pratz, si svolgono concerti di musica classica.